# Мойсес Нагамото
Мойсес Нагамото (на испански: Moses Nagamootoo) е гвиански политик, настоящ министър-председател на Гвиана от 20 май 2015 г.

## Биография
Роден е на 30 ноември 1947 г. в Бербис, Британска Гвиана (дн. Гвиана). Член е на управляващата Народна прогресивна партия.